# 1764
1764 (MDCCLXIV) var ett skottår som började en söndag i den gregorianska kalendern och ett skottår som började en torsdag i den julianska kalendern.

## Händelser

### Februari
- 15 februari – Staden Saint Louis grundas i Franska Louisiana.[1]

### April
- 5 april – Frankrike gör anspråk på Östfalkland ("Fort Saint Louis").[2]

### Juni
- 21 juni – Tidningen Quebec Gazette startas i Québec.[3]

### Okänt datum
- Hattarna nödgas inkalla den svenska riksdagen för att ordna rikets finanser.
- Maskinen Spinning Jenny uppfinns.

## Födda

### Första kvartalet

#### Januari
- 1 januari – Johannes Kinker, nederländsk filosof och författare.
- 19 januari – Johan Adolph Benjamin König, svensk militär och kompositör.

#### Februari
- 8 februari – Olof Rudolf Cederström, svensk greve, generalamiral och statsråd.
- 15 februari – Jens Baggesen, dansk författare.

#### Mars
- 10 mars – Anna Catharina Ljungström, svensk skådespelare.
- 13 mars – Maria Medina Coeli, italiensk forskare.
- 17 mars – William Pinkney, amerikansk politiker, justitieminister 1811–1814.
- 18 mars – James De Wolf, amerikansk slavhandlare och politiker, senator 1821–1825.
- 30 mars – Catharina Lysell, svensk pedagog.

### Andra kvartalet

#### April
- 8 april – Sophie de Condorcet, fransk feminist.
- 26 april – Carl Östberg, svensk brukspatron och grosshandlare.

#### Maj
- 1 maj – Benjamin Latrobe, amerikansk arkitekt.
- 7 maj – Therese Huber, tysk författare.
- 20 maj – Johann Gottfried Schadow, tysk skulptör och grafiker.
- 24 maj – André Dumont, fransk politiker.
- 26 maj – Edward Livingston, amerikansk politiker, utrikesminister 1831–1833.

#### Juni
- 5 juni – Georg Friedrich Hildebrandt, tysk anatom.
- 17 juni – Jean François Bosio, fransk konstnär.
- 23 juni – Gabriel-Marie Legouvé, fransk författare.

### Tredje kvartalet

#### Juli
- 9 juli
  - Louis-Pierre Baltard, fransk arkitekt, målare och kopparstickare.
  - Ann Radcliffe, engelsk författare.
- 10 juli
  - Johan Daniel Herholdt, dansk läkare.
  - Carl Wilhelm Jessen, dansk sjömilitär.
- 27 juli – Christiane Koren, dansk författare.
- 28 juli – Samuel Marsden, engelsk missionär.

#### Augusti
- 21 augusti – Martin Altén, svensk författare och översättare.
- 22 augusti – Josef Abel, österrikisk konstnär.
- 28 augusti – Manuel de Zequeira, kubansk poet.

#### September
- 5 september – Henriette Herz, tysk salongsvärd.
- 14 september – Ludwig Ferdinand Huber, tysk författare.
- 26 september – Johan Fredrik Muncktell, svensk präst.
- 29 september – Carl Christian Furuträd, svensk konstnär.

### Fjärde kvartalet

#### Oktober
- 6 oktober – Friedrich Jacobs, tysk klassisk filolog.
- 19 oktober – Étienne de Jouy, fransk dramatiker.
- 21 oktober – Carl von Alten, tysk greve och militär.

#### November
- 3 november – Gustav von Hugo, tysk jurist.
- 18 november – Carl Magnus Agrell, svensk präst, orientalist och politiker.
- 21 november – Barbara Juliane von Krüdener, balttysk friherrinna, salongsvärd och predikant.
- 24 november – Ulrika Widström, svensk poet och översättare.

#### December
- 1 december – Carl Armfelt, svensk friherre, militär och bruksägare.
- 6 december – Ludvig Mörner, svensk friherre och biskop.
- 10 december
  - Samuel Ahlgren, svensk skådespelare.
  - Louis-Sébastien Lebrun, fransk kompositör.
- 26 december – Salomon Löfvenskiöld, svensk friherre, militär och ämbetsman.
- 31 december – David Daggett, amerikansk politiker, senator 1813–1819.

## Avlidna
- 18 januari – Samuel Troilius, svensk politiker, svensk ärkebiskop sedan 1758.
- 4 april – Gustaf Johan Gyllenstierna, svensk friherre och förrädare.
- 15 april – Jeanne Antoinette Poisson Pompadour, mätress till kung Ludvig XV av Frankrike.
- 12 september – Jean-Philippe Rameau, fransk kompositör.
- 26 oktober – William Hogarth, brittisk målare, grafiker och karikatyrtecknare.
- 5 december – Gustaf Bonde, svensk greve, ämbetsman och politiker samt tillförordnad kanslipresident 1738–1739.

### Fotnoter
1. ↑  ”The Founding of Saint Louis”. http://archive.lib.msu.edu/tic/itgcs/article/1955jan26.pdf. Läst 25 mars 2011.[död länk]
2. ↑  ”World Statesmen”. http://www.worldstatesmen.org/Falklands.html.
3. ↑  ”Quebec Chronicle-Telegraph”. 29 april 2008. http://www.qctonline.com/history. Läst 25 mars 2011.